# Virslīga 1927
Sedmý ročník Virslīga (Lotyšská fotbalové liga) se hrála za účastí čtyř klubů a byl prvním ročníkem pod novým názvem Virslīga.
Titul získal poprvé ve své klubové historii Olimpija Liepāja. Nejlepším střelcem byl hráč 
LSB Riga Jakobs Šarfs, který vstřelil 6 branek.